# (33390) Hajlasz
1999 CJ51 (asteroide 33390) é um asteroide da cintura principal. Possui uma excentricidade de 0.12964550 e uma inclinação de 3.19135º.
Este asteroide foi descoberto no dia 10 de fevereiro de 1999 por LINEAR em Socorro.